# Acido jacarico
L'acido jacarico è un acido grasso coniugato omega 6 con 18 atomi di carbonio e 3 doppi legami in configurazione cis, trans, cis.
Si può trovare tra i lipidi di origine vegetale in particolare nell'olio di semi di Jacaranda mimosifolia, che ne contiene circa il 36%, e altre Bignoniaceae.
All'acido jacarico sono attribuiti effetti sulle cellule tumorali analoghi a quelli dell'acido linoleico coniugato